# Disturbios de Albina en 2009
Entre el 24 y el 25 de diciembre de 2009 tuvieron lugar en la localidad de Albina, Surinam, una serie de disturbios perpetrados por los residentes locales sobre extranjeros venidos principalmente de Brasil, China, Colombia y Perú, luego que un cimarrón fuera muerto a manos de un brasileño.
En represalia, más de un centenar de hombres salieron a las calles quemando todo a su paso, violando mujeres, destruyendo comercios y diciendo ir en busca de otros residentes brasileños, mientras gritaban que se desharían de todos.
Testigos presenciales informaron que durante los hechos, los residentes también dijeron de su rabia contra los residentes chinos, quienes tienen varios comercios en la ciudad y que resultaron saqueados, sus propietarios buscaron refugio en los bosques circundantes hasta la mañana siguiente cuando la ciudad amaneció en llamas y fueron enviados cuerpos de bomberos desde Paramaribo.
Una muerte fue confirmada por las autoridades policiales locales, pero el sacerdote brasileño José Vergílio, quien ayuda a las víctimas, dijo que al menos siete personas murieron, los vehículos y las casas fueron quemadas y comercios chinos fueron saqueados. Según el gobierno de Surinam, 20 mujeres fueron violadas, una de las cuales estaba embarazada y perdió a su bebé en la traumática escena. 
Al menos 24 personas resultaron heridas durante los disturbios. Los heridos fueron transportados a un hospital militar, mientras que los brasileños que viven en Albina fueron trasladados a Paramaribo y el resto de los residentes extranjeros  en la región han sido evacuados. Según testigos presenciales, 17 personas están desaparecidas.
El gobierno de Brasil envió una misión diplomática el 27 de diciembre de 2009 para asistir a las víctimas de Brasil, misión que llevó a cinco brasileños de regreso en un avión de la Fuerza Aérea Brasileña.
El 28 de diciembre, un avión con capacidad para 40 personas fue enviado a la ciudad con el fin de rescatar a más brasileños. El gobierno de Surinam envió tropas para realizar búsquedas y mantener la paz. Funcionarios de Surinam han dicho que tienen las fuerzas para proteger a todos los extranjeros en el país y ya han tomado varias personas detenidas para ser interrogadas. 35 sospechosos fueron detenidos el 28 de diciembre, según el jefe de la policía de la ciudad, Krishna Mathoera-Hussainali.